# Бертон Свіфтс
«Бертон Свіфтс» (англ. Burton Swifts Football Club) — колишній професіональний англійський футбольний клуб з міста Бертон-апон-Трент, графство Дербішир. Виступав у Футбольній лізі Англії.

## Історія
Клуб заснований 1871 року. У 1890 став одним з засновників ліги Комбінація. Наступного року вступав до Футбольного альянсу. У 1892 клуб вступає до Футбольної ліги та стає одним з клубів-засновників Другого дивізіону Футбольної ліги.
«Бертон Свіфтс» не був успішною командою вище шостого місця у своєму дивізіоні ніколи не фінішував. Після завершення сезону 1900–01 зливається з «Бертон Вондерерз» та утворюють нову команду «Бертон Юнайтед».

## Хронологія виступів у чемпіонатах
| Сезони  | Ліга              | Рівень | М  | В  | Н | П  | МЗ | МП | +/- | О  | Місце |
| ------- | ----------------- | ------ | -- | -- | - | -- | -- | -- | --- | -- | ----- |
| 1890/91 | Комбінація        | –      | 14 | 9  | 0 | 5  | 55 | 28 | +27 | 18 | 4.    |
| 1891/92 | Футбольний альянс | –      | 22 | 12 | 2 | 8  | 54 | 52 | +2  | 26 | 5.    |
| 1892/93 | Другий дивізіон   | 2      | 22 | 9  | 2 | 11 | 47 | 47 | 0   | 20 | 6.    |
| 1893/94 | Другий дивізіон   | 2      | 28 | 14 | 3 | 11 | 79 | 61 | +18 | 31 | 6.    |
| 1894/95 | Другий дивізіон   | 2      | 30 | 11 | 3 | 16 | 52 | 74 | -22 | 25 | 11.   |
| 1895/96 | Другий дивізіон   | 2      | 30 | 10 | 4 | 16 | 39 | 69 | -30 | 24 | 11.   |
| 1896/97 | Другий дивізіон   | 2      | 30 | 9  | 6 | 15 | 46 | 61 | -15 | 24 | 14.   |
| 1897/98 | Другий дивізіон   | 2      | 30 | 8  | 5 | 17 | 38 | 69 | -31 | 21 | 13.   |
| 1898/99 | Другий дивізіон   | 2      | 34 | 10 | 8 | 16 | 51 | 70 | -19 | 28 | 15.   |
| 1899/00 | Другий дивізіон   | 2      | 34 | 9  | 6 | 19 | 43 | 84 | -41 | 24 | 15.   |
| 1900/01 | Другий дивізіон   | 2      | 34 | 8  | 4 | 22 | 34 | 66 | -32 | 20 | 18.   |